# 昭和設計 (建築設計事務所)
株式会社昭和設計（しょうわせっけい）は、大阪市に本社を置く日本の組織系建築設計事務所。建築と都市計画・都市開発の他、建設コンサルタント業として上下水道部門を有する。従業員は建築士、技術士のほか、医業経営コンサルタント、再開発プランナーを配する。また関連グループ会社として建築設計を行う株式会社S-PLANと設備・構造設計を行う株式会社E&Sエンジニアリングがある。
建設コンサルタントを主とする名称が同一の昭和設計株式会社（静岡市）、ならびに同じく大阪市に本社を置く昭和設計コンサルタントとの関連性は一切無い。

## 沿革
- 1957年（昭和32年） - 株式会社昭和建築設計事務所を神戸市生田区で創設
- 1958年（昭和33年） - 事務所を大阪市西区阿波座に移転
- 1962年（昭和37年） - 株式会社昭和設計事務所に社名を変更
- 1964年（昭和39年） - 姫路事務所を分離
- 1965年（昭和40年） - 土木部上下水道部門（現・水工本部）を設置
- 1967年（昭和42年） - 本社を大阪市西区新町に移転
- 1971年（昭和46年） - 神戸事務所を開設
- 1972年（昭和46年） - 株式会社昭和設計に社名を変更、コンピューター室を設置
- 1973年（昭和48年） - 東京事務所を開設、設計標準化に着手
- 1975年（昭和50年） - プラント部を設置
- 1977年（昭和52年） - 企画部を設置
- 1979年（昭和54年） - 設計プロジェクト制を導入、積算室を設置
- 1983年（昭和58年） - TQCを導入、海外部を設置
- 1986年（昭和61年） - 都市部を設置
- 1987年（昭和62年） - 九州事務所を開設、デザインフォーラムを導入
- 1989年（平成元年） - 広島事務所を開設、CI導入、デザイン室・工務部を設置
- 1990年（平成2年） - 開発企画室を設置
- 1992年（平成4年） - 監理業務の標準化に着手、システムセンター・CAD室を設置
- 1994年（平成6年） - 環境設計部を設置
- 1995年（平成7年） - 東京・九州事務所を移転・拡充、阪神・淡路大震災災害調査委員会を発足
- 1996年（平成8年） - 耐震設計基準を作成（※前年に発生した阪神・淡路大震災のデータを基にしたもの）
- 1997年（平成9年） - 事務所を大阪市港区弁天に移転、企画営業部と情報システム室を設置
- 1998年（平成10年） - 創業者の岡本行善が勲五等双光旭日章を受章、ISO推進室を設置
- 1999年（平成11年） - ISO9001認証登録（本社・東京事務所）、執行役員制を導入
- 2000年（平成12年） - ISO14001認証登録（本社・東京事務所）
- 2001年（平成13年） - FMS企画部を設置
- 2002年（平成14年） - リニューアル設計部を設置
- 2003年（平成15年） - 上海事務所を開設、株式会社E&Sエンジニアリングを設立、株式会社S-PLANを設立
- 2004年（平成16年） - 東京事務所を千代田区麹町に移転
- 2005年（平成17年） - 四国事務所を開設
- 2006年（平成18年） - 本部制を導入、設計統括室を設置
- 2008年（平成20年） - 東京事務所を目黒区中目黒に移転
- 2009年（平成21年） - VMC（バリューマネジメント）部を創設、水工本部専門分野別チーム制を導入
- 2010年（平成22年） - 本社を現在地（大阪市北区豊崎）に移転、Ｃ’s創造研究所を創設
- 2011年（平成23年） - 東日本大震災対策本部を設置
- 2012年（平成24年） - BIM推進室、環境マネジメント室、ソリューションマネジメント室の3室を設置
- 2013年（平成25年） - 東京事務所を現在地（港区芝浦）に移転
- 2014年（平成26年） - Showa Mindを策定
- 2019年（平成31年・令和元年） - 4月1日に健康経営宣言を制定[1]
- 2022年（令和4年） - 1月31日に定時株主総会・取締役会が開かれ、同年4月1日付で梶山卓二が社長に就任することを発表[人事 1][2]

（参考資料：会社概要、昭和設計の歩み）

## 営業所
- 本社 - 大阪市北区豊崎
- 東京 - 東京都港区芝浦
- 埼玉 - 埼玉県さいたま市緑区宮本
- 北陸 - 福井県鯖江市二丁掛町
- 三重 - 三重県伊賀市上野車坂町
- 和歌山 - 和歌山県和歌山市屏風丁
- 神戸 - 兵庫県神戸市中央区三宮町
- 高知 - 高知県高知市長浜
- 九州 - 福岡県福岡市中央区大名
- 上海 - 上海市肇嘉浜路

### 人事
1. ↑  この当時社長だった千種幹雄は会長に、会長だった沼田亘は相談役に就任ことも併せて決議された。